# Граф Сандерленд

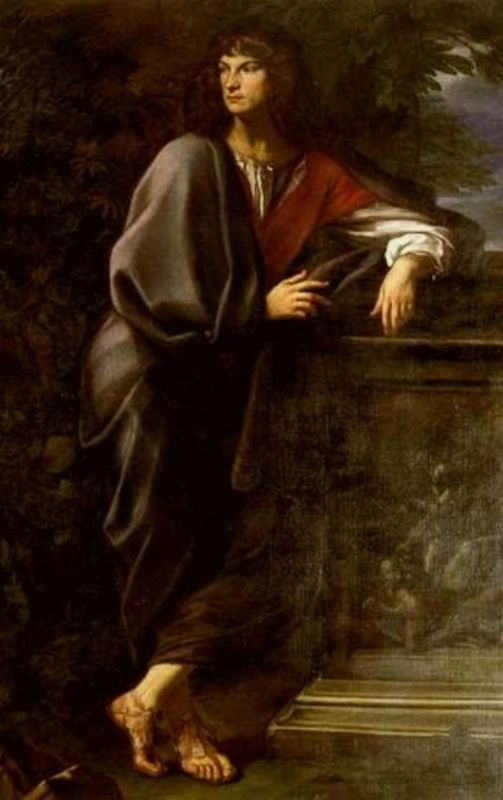
Роберт Спенсер, 2-й граф Сандерленд

Граф Сандерленд — титул, що двічі започатковувався у системі перства Англії. Перша креація відбулась у 1627 році для Емануеля Скропа, 12-го барона Скропа. Вдруге титул було започатковано у 1643 році для рояліста Генрі Спенсера, 3-го Барона Спенсера.

## Графи Сандерленд, перша креація (1627)
- Емануель Скроп, 1-й граф Сандерленд (пом. 1630)

## Графи Сандерленд, друга креація (1643)
- Генрі Спенсер, 1-й граф Сандерленд (1620—1643)
- Роберт Спенсер, 2-й граф Сандерленд (1640—1702)
  - Роберт Спенсер, лорд Спенсер (1666—1688)
- Чарльз Спенсер, 3-й граф Сандерленд (1675—1722)
  - Роберт Спенсер (1700—1701)
- Роберт Спенсер, 4-й граф Сандерленд (1701—1729)
- Чарльз Спенсер, 5-й граф Сандерленд (1706—1758) (надано титул герцога Мальборо у 1733 році)